# Huťský potok (přírodní památka)
Huťský potok je přírodní památka v okrese Pelhřimov. Důvodem ochrany lokality je podhorský potok s výskytem kriticky ohrožených druhů ryb a obojživelníků, především střevle potoční (Phoxinus phoxinus) a mihule potoční (Lampetra planeri).